# Accroche-toi à ton rêve
 (janvier 2019).
Si vous disposez d'ouvrages ou d'articles de référence ou si vous connaissez des sites web de qualité traitant du thème abordé ici, merci de compléter l'article en donnant les références utiles à sa vérifiabilité et en les liant à la section « Notes et références ».
 (janvier 2019).
Accroche toi à ton rêve (titre original : Hold the Dream) est un roman de Barbara Taylor Bradford publié en 1985.

## Résumé
En 1969 Emma donne 52 % des parts de sa filature à son petit fils Alexandre et 16 % à sa sœur, Emily. Emma a aussi 52 % d'un groupe de presse dont sont aussi actionnaires son petit-neveu Winston jr et sa belle-sœur, Nathalie. Ses petits-enfants offrent un œuf de Fabergé à Emma. Paula prend la direction des magasins et va vivre avec Shane à New York. Blackie, compagnon d'Emma, meurt. Emily épouse Winston et Alexandre, Maggie. Emma meurt en 1970 après avoir dit à Paula et Emily de s'accrocher à leur rêve. Maggie meurt dans une avalanche.